# 맥스웰리언즈
《맥스웰리언즈》 (The Maxwellians)는 브루스 헌트(Bruce J. Hunt)에 의하여 쓰여진 책으로 1991년 코넬대학교 출판부에서 출판되었다. 1994년에 문고판이 나왔고, 2005년에 재발행되었다. 이 책에서는 제임스 클러크 맥스웰에 의한 《전기와 자기에 관한 논문집》이 출판된 후 수년 동안에 이루어진 전자기 이론의 발전에 대하여 기록하고 있다. 이 책에서는 조지 프랜시스 피츠제럴드, 올리버 로지, 올리버 헤비사이드, 하인리히 헤르츠 및 조지프 라모어에 의하여 출판된 저술뿐만 아니라 서신과 메모도 다수 활용하고 있다.

## 내용
이 책은 9개의 장으로 구성되어 있다. 제목과 장의 제목은 다음과 같다.
FitzGerald and Maxwell's Theory
FitzGerald and the Dublin School, Maxwell's Theory, Reflection and Refraction, FitzGerald's Accomplishment.
FitzGerald, Lodge, and Electromagnetic Waves
Oliver Lodge, Maxwell and Electromagnetic Waves, Lodge and "Electromagnetic Light", FitzGerald and "The Impossibility . . .", The Undetected Waves.
Heaviside the Telegrapher
Oliver Heaviside, Cable Empire, At Newcastle, Cables and Field Theory, Heaviside on Propagation, Turning to Maxwell.
Ether Models and the Vortex Sponge
Models, Wheels and Bands, Charging Displacement, "We Find Ourselves in a Factory", The Vortex Sponge, "Mathematical Machinery".
"Maxwell Redressed"
Energy Paths, Model Research, "When Energy Goes from Place to Place . . .", Heaviside's Equations.
Waves on Wires
"Beams of Dark Light", Loading and the Distortionless Circuit, Suppression, Campaigning for Recognition, Lightning.
Bath, 1888
Hertz's Waves, Reception, "The Murder of Ψ", Practice vs Theory.
The Maxwellian Heyday
Strengthening the Links, The Origins of the FitzGerald Contraction, What Is Maxwell's Theory?
The Advent of the Electron
Joseph Larmor and the Rotational Ether, Inventing Electrons, "Larmor's Force," Assimilating Electrons, Conclusion.
Epilogue
Appendix
From Maxwell's Equations to "Maxwell's Equations".
Abbreviations, Bibliography (10 pages), Index (6 pages).

## 판본
- Bruce J. Hunt (2005), The Maxwellians, 코넬대학교 출판부.

### 리뷰
- J.L. Bromberg  (1993) Technology and Culture 34(1): 186,7

"어려운 분야에서 완벽하게 읽을 수 있는 책이다.",
" '난해한 과학'의 내용을 보존하면서도 소설의 즉각성을 보여준다."
- David Cahan (June 1993) American Historical Review: 98(3): 861–3 (Reviewed with Daniel Siegel (1991) Innovations in Maxwell's Electromagnetic Theory: Vortices, Displacement current, and Light)

" 헤르츠의 결과는 당시까지 소수의 전기 이론가 그룹에 불과했던 맥스웰주의자(Maxwellians)에게 이전에 부족했던 실험적 기초를 제공했으며 그들이 '실용적인' 유선 전신 기사의 반대를 극복하여 맥스웰주의자들을 영국 전기 과학의 중심에 두는 데 도움이 되었다. "
- Olivier Darrigol (1993) Revue Histoire d'Sciences 46:305

"물리학의 역사를 쓰는 가장 좋은 방법 중 하나의 사례이다."
- CWF Everitt Science 259:537

"피츠제럴드는 예상되는 지연을 정확하게 보상하는 양만큼 간섭계가 운동 방향을 따라 수축한다는 훨씬 더 대담한 아이디어를 발전시켰다."
- P.M. Harman (March 1993) British Journal for the History of Science 26(1):117,8 :

"피츠제럴드가 그룹의 영혼이자 시멘트라면 헤비사이드는 독특한 천재였다."
하만 (Harman)은 케임브리지 학파의 맥스웰주의자에 관한 Jed Buchwald에 의한 서적이 이 책과 조금 겹치는 점에 주목한다.
- D.W. Jordan (1993) <i id="mwYw">Isis</i> 84(3):595

"인생 정보를 매우 능숙하게 엮고 동시대 자료에서 광범위하고 매우 적절한 인용을 통해 주제를 읽을 수 있게 만들고 인간적인 차원을 부여했다."
- Daniel Siegel (1992) Physics Today "clear, cogent, and interesting, with a good balance between coverage of personalities and their interactions and that of technical issues."
- Andrew Warwick (1992) Review: The Maxwellians in Nature 357:291,2
- Daipak L. Sengupta and Tapan K. Sarkar (2003) Maxwell, Hertz, The Maxwellians, and the early history of electromagnetic waves, in IEEE Antennas and Wireless Propagation Letters.